# Karl Schnirch
Karl Schnirch (* 6. September 1877 in Deutsch Neukirch; † nach 1933) war ein deutscher Politiker (SPD, USPD, ASPD), sächsischer Landtagsabgeordneter und Amtshauptmann der Amtshauptmannschaft Stollberg.

## Leben
Nach dem Besuch der Volksschule und einer Maurerlehre ging Schnirch auf Wanderschaft und war bis 1903 in seinem erlernten Beruf tätig. Im Jahre 1902 wurde er Vorsitzender des Gewerkschaftskartells in Hof. Von 1903 bis 1913 arbeitete er als Geschäftsführer des Maurer- bzw. Bauarbeiterverbandes in Plauen im Vogtland. Anschließend war er dort bis 1925 Angestellter des Fabrikarbeiterverbandes.
In der SPD war Schnirch von 1910 bis 1912 Vorsitzender der Partei in Plauen und anschließend bis 1917 Vorsitzender der Wahlkreisorganisation für den 23. Reichstagswahlkreis. 1914 wurde er Vorsitzender des Plauener Konsumvereins und Stadtverordneter. Im Jahr 1918 trat Schnirch in die USPD ein. Ab dem 21. April 1920 gehörte er als Nachrücker der Sächsischen Volkskammer an. Von 1920 bis 1926 war Schnirch Abgeordneter des Sächsischen Landtags und dort von 1920 bis 1922 zweiter Vorsitzender der USPD-Fraktion sowie von 1922 bis 1926 stellvertretender Schriftführer des Parlaments. Seit 1922 war er wieder Mitglied der SPD, aus der er jedoch im Zusammenhang mit dem „Sachsenkonflikt“ wegen der Unterstützung der Regierung des Ministerpräsidenten Max Heldt 1926 ausgeschlossen wurde. Daraufhin trat er im Juni 1926 in die Alte Sozialdemokratische Partei ein, wo er 1928 Mitglied der zentralen Programmkommission war.
Von 1926 bis 1930 war Schnirch Amtshauptmann der Amtshauptmannschaft Stollberg. Nachdem er bereits 1930 in den einstweiligen Ruhestand versetzt worden war, wurde er nach der „Machtergreifung“ der NSDAP 1933 endgültig entlassen und in den Ruhestand versetzt. Über sein Leben nach 1933 ist nichts bekannt.